# Abiturijentka
Abiturijentka (ros. Абитуриентка) – radziecki film dramatyczny z 1973 roku w reżyserii Aleksieja Miszurina oparty na podstawie scenariusza Ołesia Honczara.

## Fabuła
Po oblaniu egzaminów na studia, Gala ukończywszy kurs dla stewardes, zaczyna latać wraz z nawigatorem Wiktorem. Mężczyzna przez przypadek staje się być świadkiem jej niepowodzeń i pomaga dziewczynie w trudnych chwilach. Mija rok, Gala zostaje studentką, niestety w jej ostatnim locie wśród pasażerów ukrywają się dwaj niebezpieczni bandyci.

## Obsada
- Irina Szewczuk jako Gala
- Nikołaj Mierzlikin jako nauczyciel
- Siergiej Martynow jako Wiktor
- Natalija Naum
- Boris Andriejew jako Pietro
- Irina Bunina jako Jelena Wasiljewna
- Zoja Gołowko
- Julila Szumiejko
- Walentina Jakubienko
- Ołeksandr Mowczan
- Władimir Kislenko